# Gornja Selnica
 Gornja Selnica  falu Horvátországban Krapina-Zagorje megyében. Közigazgatásilag Zlatarhoz  tartozik.

## Fekvése
Krapinától 21 km-re keletre, községközpontjától 8 km-re északkeletre a Horvát Zagorje területén fekszik.

## Története
A településnek 1910-ben 337 lakosa volt. Trianonig Varasd vármegye Zlatari járásához tartozott. 2001-ben 246 lakosa volt.

## Nevezetességei
Északi határában egy 692 méteres magaslaton állnak Zsidovina várának romjai. 